# Antonov An-22
Antonov An-22 Антей (tiếng Nga Antaeus) (tên hiệu NATO "Cock"), là chiếc máy bay bốn động cơ cánh quạt lớn nhất thế giới. Sử dụng bốn động cơ tua bin cánh quạt với cánh đúp ngược chiều, bản thiết kế này hiện vẫn là loại máy bay sử dụng bốn động cơ tuốc bin cánh quạt lớn nhất thế giới. Nó được giới thiệu lần đầu tiên ở phương Tây tại Triển lãm hàng không Paris năm 1965.

## Đặc tính thiết kế
An-22 về cơ bản là kiểu mở rộng của loại Antonov An-12 trước đó ngoại trừ việc nó được trang bị một cánh đuôi kép. Điều này khiến An-22 tận dụng tốt hơn khả năng động cơ, và giảm các hạn chế độ cao trong nhà chứa. Một điểm đáng chú ý khác là những thiết bị chống vẫy cánh trên đỉnh mỗi đuôi.
Được thiết kế với chức năng không vận chiến lược, nó có khả năng cất cánh từ các đường băng đất ngắn, không cần chuẩn bị. Khả năng này có được nhờ bốn đôi cánh quạt đúp quay ngược chiều, tương tự như cánh quạt trên chiếc Tupolev Tu-114. Các động cơ tạo ra lực đẩy rất mạnh, và đẩy ra một luồng khí chạy trên cánh những flap rãnh đúp lớn. Càng hạ cánh to để hoạt động trên những đường băng chất lượng kém, và áp suất lốp có thể được điều chỉnh trong khi bay nhằm đạt hiệu quả tốt nhất khi hạ cánh.
An-22 tuân theo thiết kế chở hàng truyền thống với cánh đặt trên cao tăng không gian chở hàng lên tới 33 m (108 ft) chiều dài và dung tích hữu ích 22.500 639 m³ (feet khối). Thân trước được điều áp và có thể chở 5 tới 8 thành viên đội bay và lên tới 28 hành khách, nhưng khoang chở hàng không được điều áp cho phép các cửa chất hàng phía sau có thể mở ra trong khi bay để thả quân dù và thiết bị. Tương tự An-12, chiếc máy bay này có mặt cắt thân hình tròn. An-22 đã đạt một số kỷ lục thế giới về tải trọng và tải trọng trên độ cao.
Chỉ biến thể sản xuất An-22 được chế tạo. Các nguyên mẫu, như chiếc đầu tiên xuất hiện tại Triển lãm hàng không Paris năm 1965 có mũi hoàn toàn bằng kính không được trang bị radar như những kiểu sản xuất.

## Lịch sử hoạt động

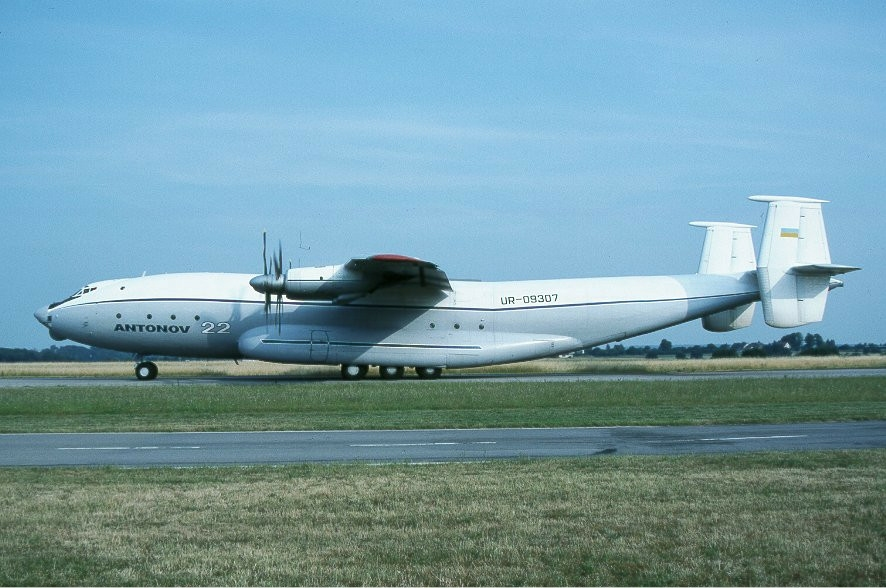
An-22.

An-22 ban đầu được chế tạo để hoạt động trong Không quân Xô viết và Aeroflot, công ty hàng không nhà nước. Một đơn vị điều hành nó là Trung đoàn Vận tải Hàng không Quân đội số 566 'Solnechnogorsk', họ đã sử dụng An-22 từ năm 1970 tới 1987. Tới giữa thập niên 1990, gần 45 chiếc vẫn còn hoạt động, chủ yếu trong Không quân Nga, nhưng chúng đang được dần thay thế bằng loại Antonov An-124 lớn hơn, sử dụng động cơ tuốc bin cánh quạt. Những chiếc An-22 còn lại có lẽ sẽ được một phi đội vận tải hàng không quân sự độc lập tại Tver (Migalovo), năm 2004 dưới sự chỉ huy của Trung tá V. Borisenko, điều hành. Hiện tại một chiếc An-22 được dùng cho vận tải dân sự trong Antonov Airlines.
Một đề xuất phiên bản chở khách dân sự với khả năng chở 724 hành khách trong hai khoang trên và dưới đã không được chế tạo. (Để so sánh, một chiếc Boeing 747 tiêu biểu có thể chở 400-500 hành khách.)
Tới năm 2004 đã xảy ra 8 vụ tai nạn với tổng cộng 83 người thiệt mạng.
Một điều không quan trọng nhưng cũng đáng chú ý, Antheus là một cái tên kỳ quặc khi đặt cho máy bay. Trong thần thoại Hy Lạp đây là một vị thần chỉ có sức mạnh khi đặt chân trên mặt đất, và đã dễ dàng bị đánh bại khi Heracles nhấc bổng ông ta lên.

## Các quốc gia sử dụng

### Quân sự
Liên Xô
- Không quân Xô viết.

 Nga
- Không quân Nga.

### Dân sự
Đến tháng 8-2006, một chiếc Antonov An-22 đang hoạt động trong hãng hàng không dân dụng Antonov Airlines.
 Liên Xô
- Aeroflot

 Ukraina
- Antonov Airlines

## Đặc điểm kỹ thuật (An-22)

### Đặc điểm chung
- Phi đội: 5-6
- Sức chở: 29 hành khách
- Trọng tải: 80.000 kg (180.000 lb)
- Chiều dài: 57.9 m (190 ft 0 in)
- Sải cánh: 64.4 m (211 ft 3 in)
- Chiều cao: 12.53 m (41 ft 1 in)
- Diện tích cánh: 345 m² (3.713 ft²)
- Trọng lượng rỗng: 114.000 kg (251.330 lb)
- Trọng lượng chất tải:  ()
- Trọng lượng cất cánh tối đa: 250.000 kg (551.000 lb)
- Động cơ: 4 động cơ tuốc bin cánh quạt ngược chiều Kuznetsov Kuznetsov NK-12MA, 11.030 kW (15.000 shp) mỗi chiếc

### Đặc điểm bay
- Tốc độ tối đa: 740 km/h (400 knots, 460 mph)
- Tầm bay chính: 5.000 km (2.700 hải lý, 3.100 dặm)
- Trần bay: 8.000 m (26.240 ft)
- Tốc độ lên:  ()
- Chất tải cánh:  ()
- Công suất/trọng lượng:  ()

## Hình ảnh

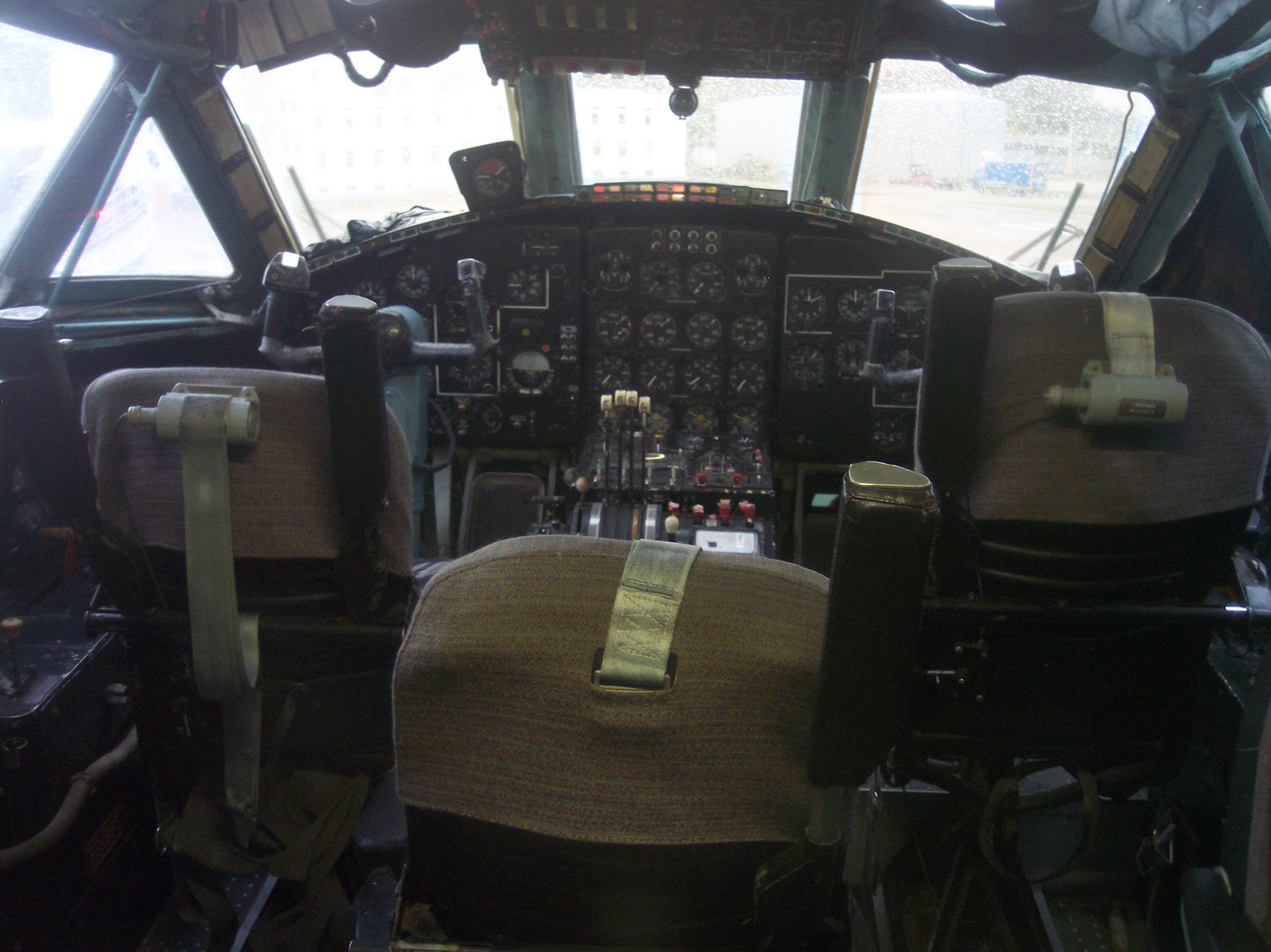
Buồng lái
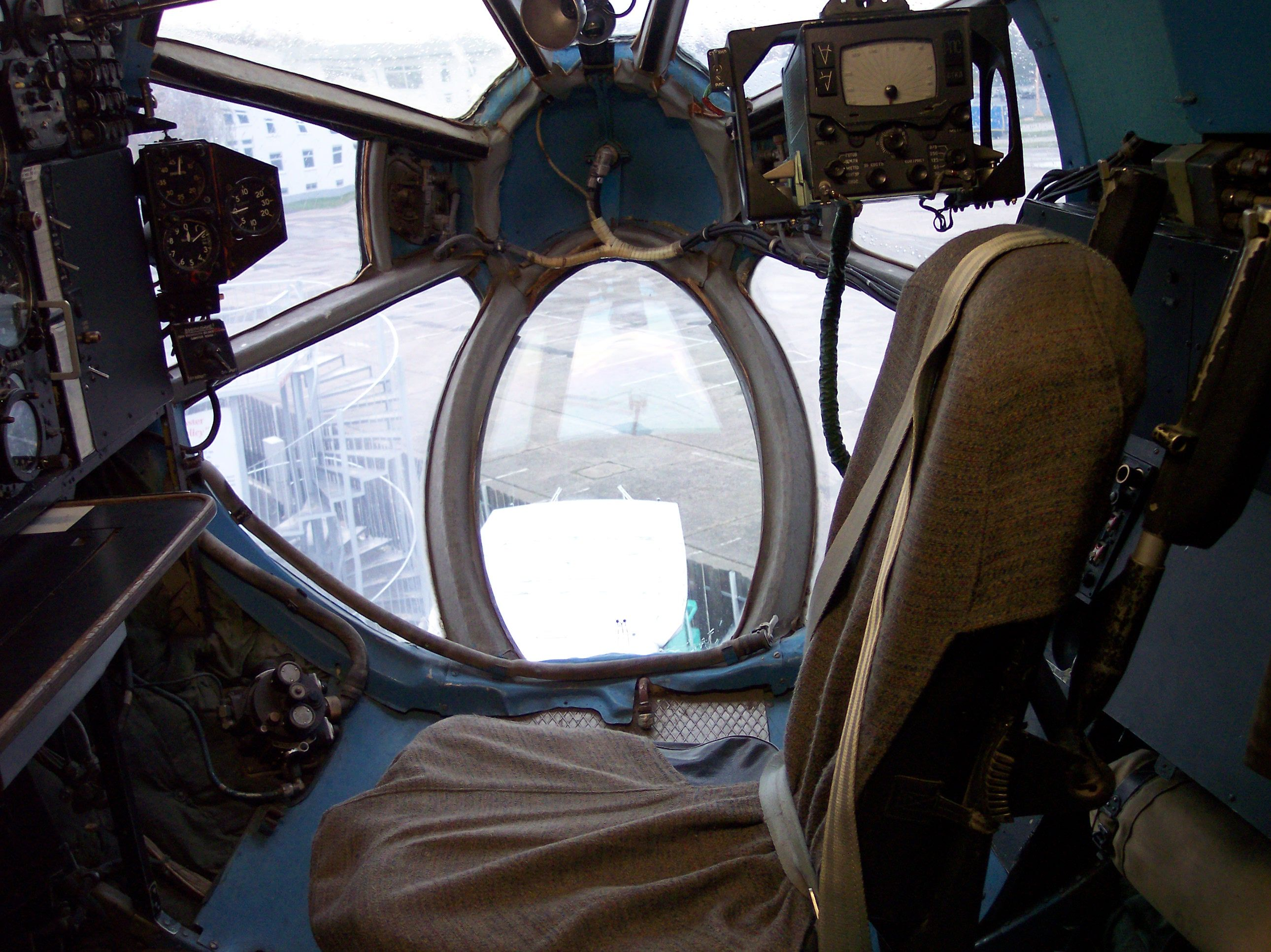
Vị trí hoa tiêu
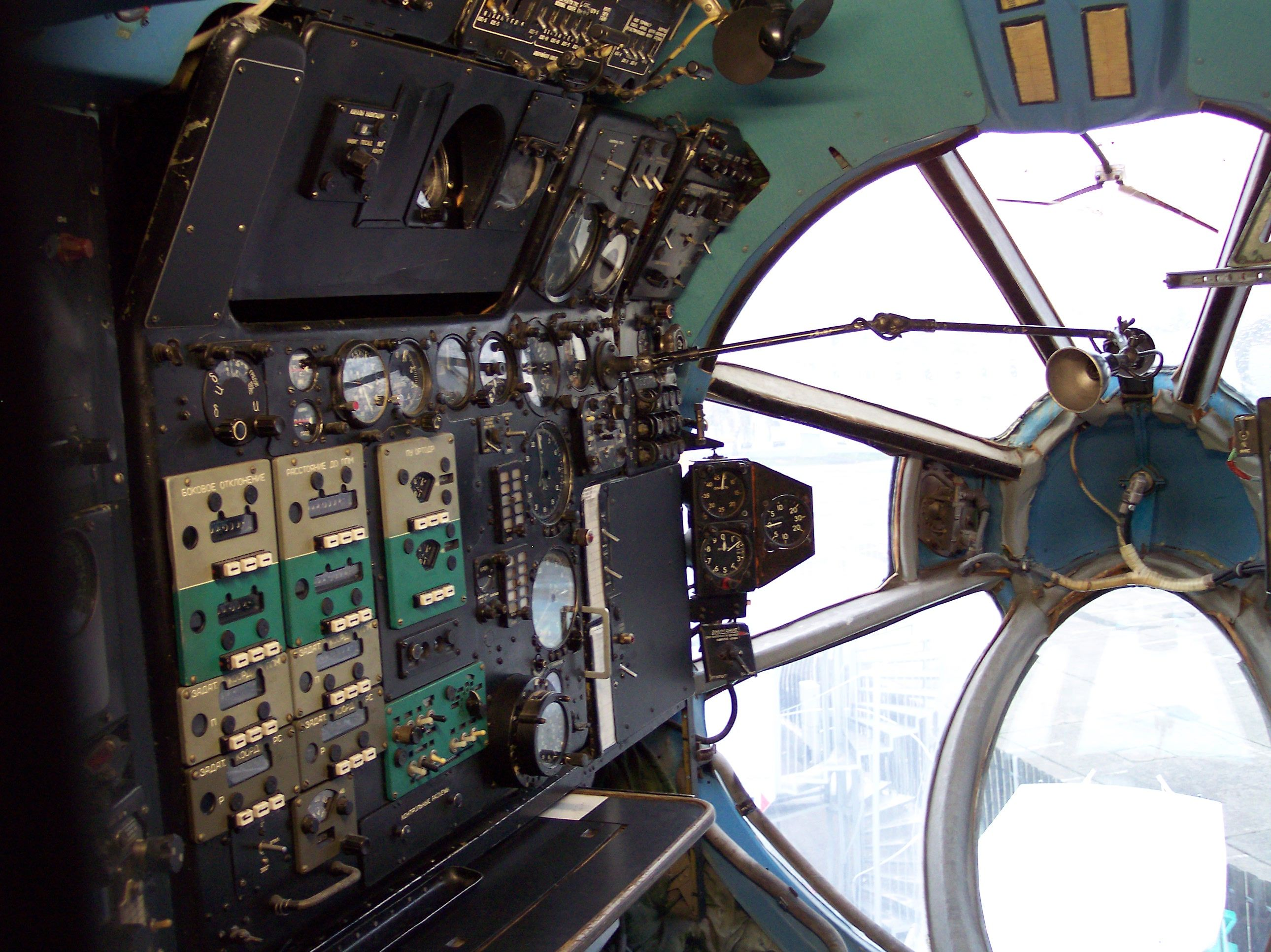
Thiết bị hoa tiêu
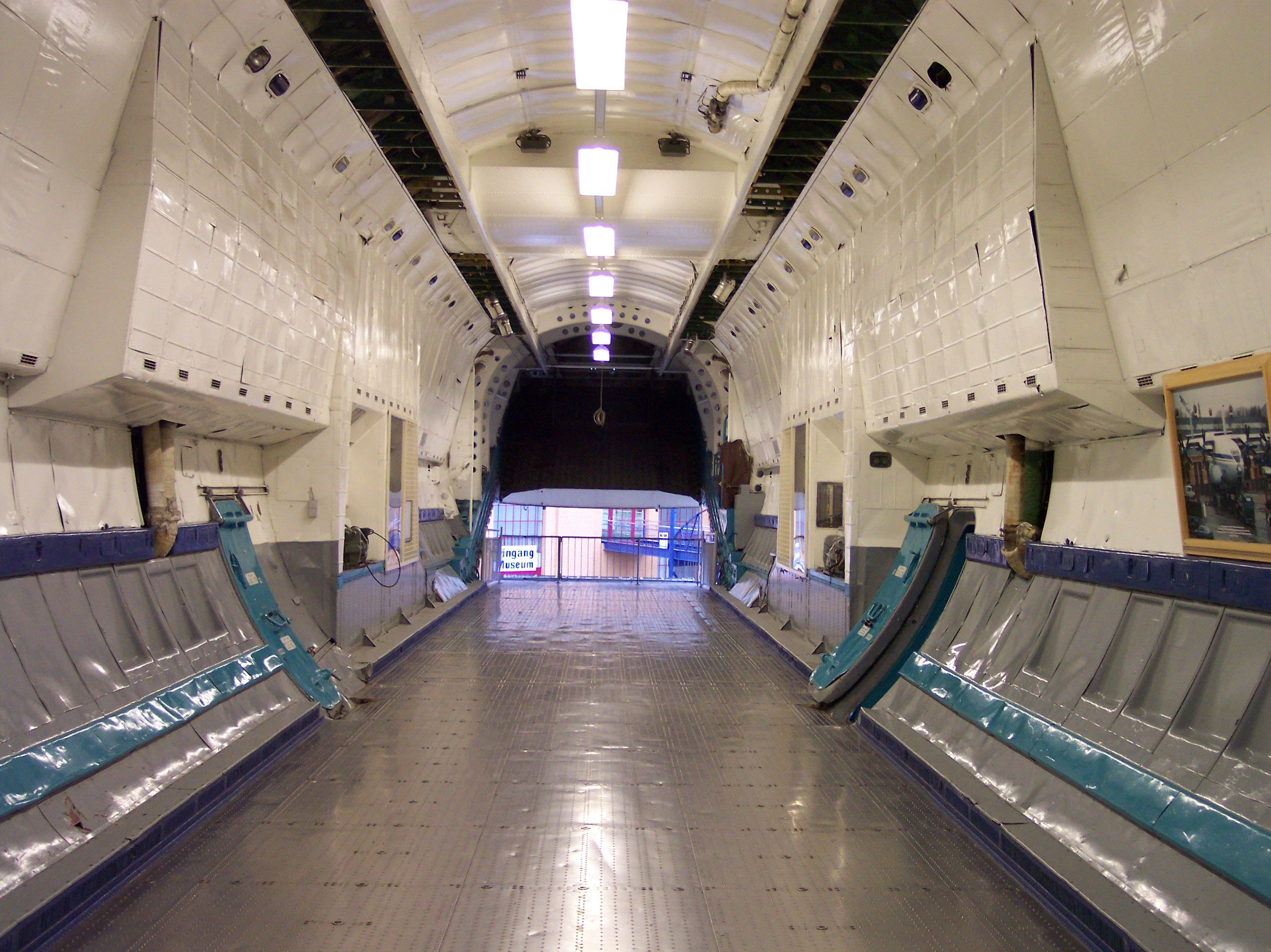
Khoang chở hàng

## Chủ đề liên quan

### Máy bay có tính năng tương đương
- Antonov An-70
- Boeing C-17

### Trình tự thiết kế
An-12 - 
An-13 - 
An-14 - 
An-22 - 
An-24 - 
An-26 - 
An-28

### Danh sách
- Danh sách máy bay chở hàng
- Danh sách các máy bay quân sự Xô viết và CIS